# Viaggio dei Magi
Il Viaggio dei Magi è un affresco (407x321 cm) di Andrea del Sarto, databile al 1511 e conservato nel Chiostro dei Voti della basilica della Santissima Annunziata di Firenze.

## Storia
Alcuni documenti relativi alla preparazione della parete e ai pagamenti versati tra il 5 novembre e il 12 dicembre 1511 confermano la datazione del dipinto, di cui Vasari lasciò una dettagliata descrizione delle vicende contrattuali. Terminati infatti gli affreschi delle Storie di san Filippo Benizi, nella metà sinistra dell'atrio, il Sarto voleva congedarsi, ma il responsabile degli affreschi, il sagrestano fra' Mariano dal Canto delle Macine, insistette così tanto da ottenere di avere altre due lunette nelle Storie della Vergine, aumentando il prezzo convenuto.
Come gli altri affreschi della serie, venne staccato, restaurato e ricollocato entro gli anni sessanta del Cinquecento, operazione che limitò anche i danni dell'alluvione di Firenze del 4 novembre 1966.
Nel Gabinetto dei Disegni e delle Stampe se ne conservano tre disegni preparatori, databili al 1510 circa (nn. 6435F, 334F e 667E).

## Descrizione e stile

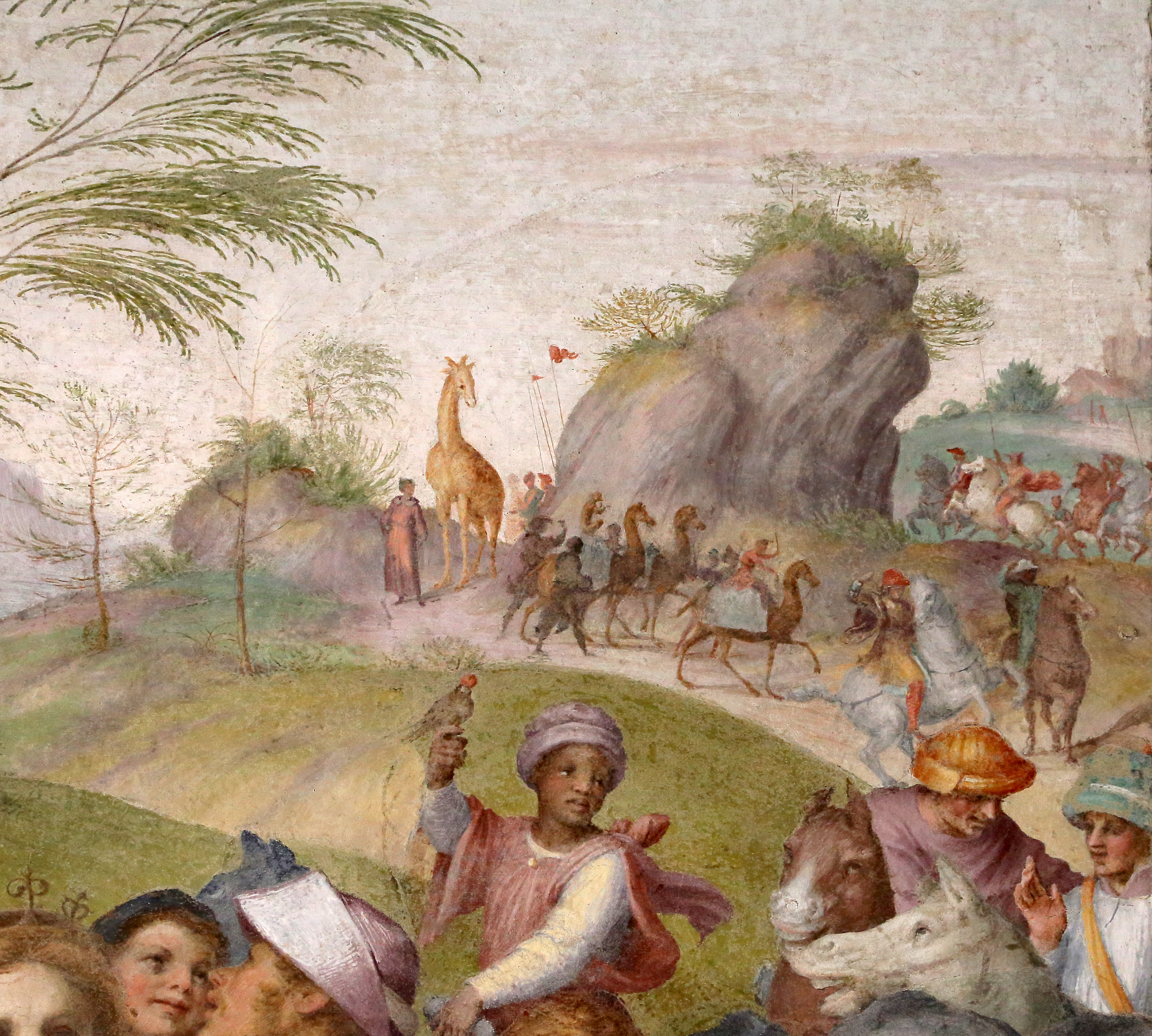
La Giraffa Medici

«Nell'altra [lunetta] Andrea fece i tre Magi d'Oriente, i quali guidati dalla stella andarono ad adorare il fanciullino Gesù Cristo; e gli finse scavalcati, quasi che fussero vicini al destinato luogo, e ciò per esser solo lo spazio delle due porte per vano fra loro e la Natività di Cristo, che di mano di Alesso Baldovinetti si vede»; così Vasari descrisse l'affresco che, per la presenza poco avanti della scena della Natività, dipinta dal Baldovinetti verso il 1460, non replicò la capannuccia e l'adorazione del Bambino, ma inscenò piuttosto i Magi in viaggio.
La scena si svolge da destra verso sinistra, senza un asse centrale e senza uno svolgimento simmetrico o comunque bilanciato tipico dello stile quattrocentesco, ma piuttosto ricercando una movimentata asimmetria e una più complessa articolazione spaziale. In primo piano i tre Magi si allineano lungo una diagonale in profondità, anziché incolonnarsi in fila, e aprono una specie di corteo che però è anticipato da alcuni personaggi di spalle a sinistra, con copricapi da viaggio in fogge insolite, che si avviano verso le gradinate di un sontuoso edificio, il palazzo di Gerusalemme dove essi credevano di trovare il "re" nato, da cui verranno poi indirizzati altrove dalla stella cometa.
Come ricordò Vasari, nell'angolo destro si vedono tre personaggi con abiti contemporanei, che contengono, da sinistra, del musicista Francesco dell'Ajolle, di Jacopo Sansovino, girato verso lo spettatore, e l'autoritratto di Andrea del Sarto, oggi molto rovinato.
Gran parte della scena è poi occupata dal cielo, all'insegna di una forte ariosità, e dal paesaggio che, nella stravaganza delle formazioni, ricorda l'alunnato presso Piero di Cosimo. Sullo sfondo si intravede anche la Giraffa Medici.